# BYD E-Vali
BYD E-Vali — малотоннажный грузовой электромобиль производства китайской компании BYD.

## Описание
BYD E-Vali дебютировал в сентябре 2024 года в Ганновере на выставке IAA Motor Show. E-Vali является полноразмерным развозным фургоном, разработанным специально для европейского рынка. В некоторых странах Европы продажи намечены на начало 2025 года.
BYD E-Vali имеет большое лобовое стекло. Передняя часть имеет характерное, приглушённое освещение. В салоне автомобиля два дисплея: цифровая комбинация приборов и центральный сенсорный экран мультимедийной системы.
BYD E-Vali имеет два варианта длины. Грузоподъёмность укороченного автомобиля, с длиной кузова менее 6 метров, составляет 700 кг, а объём грузового отсека — 13,9 м3. Грузоподъёмность удлинённого автомобиля, с длиной кузова 7 метров, составляет 1450 кг, а объём грузового отсека — 17,9 м3.

## Технические характеристики
BYD E-Vali является полностью электрическим автомобилем в двух вариантах. Базовая заднеприводная модель оснащена одним электродвигателем мощностью 203 л. с., а топовая полноприводная модель оснащена двумя электродвигателями суммарной мощностью 340 л. с. Ёмкость аккумулятора составляет 80,64 кВт⋅ч, что обеспечивает запас хода на электротяге примерно 220—240 км. Модель поддерживает до 188 кВт быстрой зарядки постоянным током, что обеспечивает заряд батареи от 10 до 80% за 30 минут.